# Maxim Mirny
Maxim Nikoláyevich Mirnyi –conocido deportivamente como Max Mirnyi– (Bielorruso: Максім Мірны; nacido el 6 de julio de 1977) es un  extenista bielorruso nacido en Minsk.
Como Natasha Zvereva (una estrella del tenis bielorrusa de los años 1980 y principios de los años 1990), Max Mirni se centra en dobles. Sus más grandes logros hasta ahora son las dos victorias en dobles en el Abierto de los Estados Unidos en 2000 y 2002 y sus títulos en el Torneo de Roland Garros en 2005, 2006 y 2011. En 2003 alcanzó la final de dobles en Wimbledon. El 9 de junio de 2003 alcanzó la primera posición en el ranking de dobles de la ATP. En individuales, alcanzó el ranking más alto de su carrera (número 18) en agosto de 2003.
Se convirtió en héroe nacional en Bielorrusia tras una muy buena actuación en la Copa Davis de 2004, cuando junto Vladímir Volchkov derrotaron a Rusia 3-2 y posteriormente a Argentina por 5-0, cayendo en semifinales ante Estados Unidos. Jugó con Serena Williams.

## Torneos de Grand Slam

### Dobles

#### Campeón (6)
| Año  | Torneo             | Pareja          | Oponentes en la final                | Resultado        |
| 2000 | Abierto de EE. UU. | Lleyton Hewitt  | Ellis Ferreira Rick Leach            | 6-4, 5-7, 7-6    |
| 2002 | Abierto de EE. UU. | Mahesh Bhupathi | Jiří Novák Radek Štěpánek            | 6-3, 3-6, 6-4    |
| 2005 | Roland Garros      | Jonas Björkman  | Bob Bryan Mike Bryan                 | 2-6, 6-1, 6-4    |
| 2006 | Roland Garros      | Jonas Björkman  | Bob Bryan Mike Bryan                 | 6-7(5), 6-4, 7-5 |
| 2011 | Roland Garros      | Daniel Nestor   | Juan Sebastián Cabal Eduardo Schwank | 7-6(3), 3-6, 6-4 |
| 2012 | Roland Garros      | Daniel Nestor   | Bob Bryan Mike Bryan                 | 6-4, 6-4         |

#### Finalista (4)
| Año  | Torneo               | Pareja          | Oponentes en la final          | Resultado             |
| 2003 | Wimbledon            | Mahesh Bhupathi | Jonas Björkman Todd Woodbridge | 6-3, 3-6, 6-7(4), 3-6 |
| 2005 | Abierto de EE. UU.   | Jonas Björkman  | Bob Bryan Mike Bryan           | 1-6, 4-6              |
| 2006 | Abierto de EE. UU.   | Jonas Björkman  | Martin Damm Leander Paes       | 7-6(5), 4-6, 3-6      |
| 2007 | Abierto de Australia | Jonas Björkman  | Bob Bryan Mike Bryan           | 5-7, 5-7              |

### Dobles Mixto

#### Campeón (4)
| Año  | Torneo             | Pareja            | Oponentes en la final                 | Resultado   |
| 1998 | Wimbledon          | Serena Williams   | Mahesh Bhupathi Mirjana Lučić         | 6-4, 6-4    |
| 1998 | Abierto de EE. UU. | Serena Williams   | Lisa Raymond Patrick Galbraith        | 6-2, 6-2    |
| 2007 | Abierto de EE. UU. | Victoria Azarenka | Meghann Shaughnessy Patrick Galbraith | 6-4, 7-6(2) |
| 2013 | Abierto de EE. UU. | Andrea Hlaváčková | Abigail Spears Santiago González      | 7-6(5), 6-3 |

#### Finalista (2)
| Año  | Campeonato           | Pareja          | Oponentes en la final          | Marcador      |
| 1999 | Abierto de Australia | Serena Williams | Mariaan de Swardt David Adams  | 4-6, 6-4, 6-7 |
| 2014 | Wimbledon            | Hao-Ching Chan  | Samantha Stosur Nenad Zimonjić | 4-6, 2-6      |

## Juegos Olímpicos

### Medallero Dobles Mixto

#### Medalla de oro
| Año  | Torneo              | Superficie | Pareja            | Oponentes                | Resultado      |
| ---- | ------------------- | ---------- | ----------------- | ------------------------ | -------------- |
| 2012 | JJ.OO. Londres 2012 | Hierba     | Victoria Azarenka | Laura Robson Andy Murray | 2-6, 6-3, 10-8 |

## Títulos ATP (53; 1+52)

### Individual (1)
| Leyenda                |
| Grand Slam (0)         |
| Tennis Masters Cup (0) |
| ATP Masters 1000 (0)   |
| ATP World Tour 500 (1) |
| ATP World Tour 250 (0) |

| N.º | Fecha                 | Torneo   | Superficie | Oponente en la final | Resultado   |
| --- | --------------------- | -------- | ---------- | -------------------- | ----------- |
| 1.  | 17 de febrero de 2003 | Róterdam | Carpeta    | Raemon Sluiter       | 7-6(3), 6-4 |

#### Finalista (3)
- 2001:  Stuttgart (pierde ante Tommy Haas)
- 2005:  Memphis (pierde ante Kenneth Carlsen)
- 2005:  Nottingham (pierde ante Richard Gasquet)

### Clasificación en torneos del Grand Slam
| Torneo               | 2007 | 2006 | 2005 | 2004 | 2003 | 2002 | 2001 | 2000 | 1999 | Títulos |
| -------------------- | ---- | ---- | ---- | ---- | ---- | ---- | ---- | ---- | ---- | ------- |
| Abierto de Australia | 2r   | 3r   | 1r   | 1r   | 1r   | 1r   | 2r   | 3r   | -    | 0       |
| Roland Garros        | -    | 2r   | 1r   | 1r   | 1r   | 1r   | 1r   | 1r   | 2r   | 0       |
| Wimbledon            | -    | 4r   | 4r   | 1r   | 4r   | 1r   | 2r   | 2r   | -    | 0       |
| US Open              | -    | 2r   | 3r   | 1r   | 1r   | CF   | 3r   | 3r   | 2r   | 0       |

### Dobles (52)
| Leyenda                   |
| Grand Slam (6)            |
| ATP World Tour Finals (2) |
| ATP Masters 1000 (16)     |
| ATP Tour (27)             |

| N.º | Fecha                    | Torneo                | Superficie    | Pareja           | Oponentes en la final                | Resultado           |
| --- | ------------------------ | --------------------- | ------------- | ---------------- | ------------------------------------ | ------------------- |
| 1.  | 27 de enero de 1997      | Shanghái              | Moqueta       | Kevin Ullyett    | Tomas Nydahl Stefano Pescosolido     | 7-6, 6-7, 7-5       |
| 2.  | 1 de febrero de 1999     | Marsella              | Dura          | Andrei Olhovskiy | Davis Adams Pavel Vízner             | 7-5, 7-6(7)         |
| 3.  | 1 de marzo de 1999       | Copenhague            | Moqueta       | Andrei Olhovskiy | Marc-Kevin Goellner David Prinosil   | 6-7(5), 7-6(4), 6-1 |
| 4.  | 3 de mayo de 1999        | Delray Beach          | Dura          | Nenad Zimonjić   | Doug Flach Brian MacPhie             | 7-6(3), 3-6, 6-3    |
| 5.  | 11 de octubre de 1999    | Singapur              | Dura          | Eric Taino       | Todd Woodbridge Mark Woodforde       | 6-3, 6-4            |
| 6.  | 3 de enero de 2000       | Doha                  | Dura          | Mark Knowles     | Alex O'Brien Jared Palmer            | 6-3, 6-4            |
| 7.  | 28 de agosto de 2000     | Abierto de EE.UU.     | Dura          | Lleyton Hewitt   | Ellis Ferreira Rick Leach            | 6-4, 5-7, 7-6(5)    |
| 8.  | 13 de noviembre de 2000  | París                 | Moqueta       | Nicklas Kulti    | Paul Haarhuis Daniel Nestor          | 6-4, 7-5            |
| 9.  | 1 de octubre de 2001     | Moscú                 | Dura          | Sandon Stolle    | Mahesh Bhupathi Jeff Tarango         | 6-3, 6-0            |
| 10. | 15 de octubre de 2001    | Stuttgart             | Dura          | Sandon Stolle    | Ellis Ferreira Jeff Tarango          | 7-6, 7-6(4)         |
| 11. | 18 de febrero de 2002    | Róterdam              | Dura          | Roger Federer    | Mark Knowles Daniel Nestor           | 4-6, 6-3, 10-4      |
| 12. | 26 de agosto de 2002     | Abierto de EE.UU.     | Dura          | Mahesh Bhupathi  | Jiří Novák Radek Štěpánek            | 6-3, 3-6, 6-4       |
| 13. | 30 de septiembre de 2002 | Moscú                 | Moqueta       | Roger Federer    | Joshua Eagle Sandon Stolle           | 6-4, 7-6            |
| 14. | 17 de marzo de 2003      | Miami                 | Dura          | Roger Federer    | Leander Paes David Rikl              | 7-5, 6-3            |
| 15. | 7 de abril de 2003       | Estoril               | Tierra batida | Mahesh Bhupathi  | Lucas Arnold Mariano Hood            | 6-1, 6-2            |
| 16. | 14 de abril de 2003      | Montecarlo            | Tierra batida | Mahesh Bhupathi  | Michael Llodra Fabrice Santoro       | 6-4, 3-6, 7-6(6)    |
| 17. | 4 de agosto de 2003      | Montreal              | Dura          | Mahesh Bhupathi  | Jonas Björkman Tood Woodbridge       | 6-3, 7-6(4)         |
| 18. | 29 de septiembre de 2003 | Moscú                 | Moqueta       | Mahesh Bhupathi  | Wayne Black Kevin Ullyett            | 6-3, 7-5            |
| 19. | 13 de octubre de 2003    | Madrid                | Dura          | Mahesh Bhupathi  | Wayne Black Kevin Ullyett            | 6-2, 2-6, 6-3       |
| 20. | 3 de mayo de 2004        | Roma                  | Tierra batida | Mahesh Bhupathi  | Wayne Arthurs Paul Hanley            | 2-6, 6-3, 6-4       |
| 21. | 21 de marzo de 2005      | Miami                 | Dura          | Jonas Björkman   | Wayne Black Kevin Ullyett            | 6-1, 6-2            |
| 22. | 9 de mayo de 2005        | Hamburgo              | Tierra batida | Jonas Björkman   | Michaël Llodra Fabrice Santoro       | 4-6, 7-6(2), 7-6(3) |
| 23. | 23 de mayo de 2005       | Roland Garros         | Tierra batida | Jonas Björkman   | Bob Bryan Mike Bryan                 | 2-6, 6-1, 6-4       |
| 24. | 15 de agosto de 2005     | Cincinnati            | Dura          | Jonas Björkman   | Wayne Black Kevin Ullyett            | 7-6(3), 6-2         |
| 25. | 10 de octubre de 2005    | Moscú                 | Moqueta       | Mijaíl Yuzhny    | Ígor Andréiev Nikolái Davydenko      | 6-1, 6-1            |
| 26. | 2 de enero de 2006       | Doha                  | Dura          | Jonas Björkman   | Christophe Rochus Olivier Rochus     | 2-6, 6-3, 10-8      |
| 27. | 20 de marzo de 2006      | Miami                 | Dura          | Jonas Björkman   | Bob Bryan Mike Bryan                 | 6-4, 6-4            |
| 28. | 17 de abril de 2006      | Montecarlo            | Tierra batida | Jonas Björkman   | Fabrice Santoro Nenad Zimonjić       | 6-2, 7-6(2)         |
| 29. | 29 de mayo de 2006       | Roland Garros         | Tierra batida | Jonas Björkman   | Bob Bryan Mike Bryan                 | 6-7(5), 6-4, 7-5    |
| 30. | 17 de julio de 2006      | Stuttgart             | Tierra batida | Gastón Gaudio    | Yves Allegro Robert Lindstedt        | 7-5, 6-7(4), 12-10  |
| 31. | 14 de agosto de 2006     | Cincinnati            | Dura          | Jonas Björkman   | Bob Bryan Mike Bryan                 | 3-6, 6-3, 10-7      |
| 32. | 19 de septiembre de 2006 | Tennis Masters Cup    | Dura          | Jonas Björkman   | Mark Knowles Daniel Nestor           | 6-2, 6-4            |
| 33. | 8 de octubre de 2007     | Estocolmo             | Dura          | Jonas Björkman   | Arnaud Clément Michaël Llodra        | 6-4, 6-3            |
| 34. | 17 de febrero de 2008    | Delray Beach          | Dura          | Jamie Murray     | Bob Bryan Mike Bryan                 | 6-4, 3-6, 10-6      |
| 35. | 12 de octubre de 2008    | Viena                 | Dura          | Andy Ram         | Philipp Petzschner Alexander Peya    | 6-1, 7-5            |
| 36. | 4 de abril de 2009       | Miami                 | Dura          | Andy Ram         | Ashley Fisher Stephen Huss           | 6-7(4), 6-2, 10-7   |
| 37. | 14 de noviembre de 2010  | París                 | Moqueta       | Mahesh Bhupathi  | Mark Knowles Andy Ram                | 7-5, 7-5            |
| 38. | 20 de febrero de 2011    | Memphis               | Dura          | Daniel Nestor    | Eric Butorac Jean-Julien Rojer       | 6-2, 6-7(6), 10-3   |
| 39. | 4 de junio de 2011       | Roland Garros         | Tierra batida | Daniel Nestor    | Juan Sebastián Cabal Eduardo Schwank | 7-6(3), 3-6, 6-4    |
| 40. | 16 de octubre de 2011    | Shanghái              | Dura          | Daniel Nestor    | Michaël Llodra Nenad Zimonjić        | 3–6, 6–1, [12–10]   |
| 41. | 27 de noviembre de 2011  | ATP World Tour Finals | Dura          | Daniel Nestor    | Marcin Matkowski Mariusz Fyrstenberg | 7-5, 6-3            |
| 42. | 8 de enero de 2012       | Brisbane              | Dura          | Daniel Nestor    | Jurgen Melzer Philipp Petzschner     | 6-1, 6-2            |
| 43. | 26 de febrero de 2012    | Memphis               | Dura (i)      | Daniel Nestor    | Ivan Dodig Marcelo Melo              | 4-6, 7-5, 10-7      |
| 44. | 9 de junio de 2012       | Roland Garros         | Tierra batida | Daniel Nestor    | Bob Bryan Mike Bryan                 | 6-4, 6-4            |
| 45. | 17 de junio de 2012      | Queen's Club          | Hierba        | Daniel Nestor    | Bob Bryan Mike Bryan                 | 6-3, 6-4            |
| 46. | 28 de abril de 2013      | Bucarest              | Tierra batida | Horia Tecau      | Lukáš Dlouhý Oliver Marach           | 4-6, 6-4, 10-6      |
| 47. | 22 de junio de 2013      | 's-Hertogenbosch      | Hierba        | Horia Tecău      | Andre Begemann Martin Emmrich        | 6-3, 7-6(4)         |
| 48. | 6 de octubre de 2013     | Pekín                 | Dura          | Horia Tecău      | Fabio Fognini Andreas Seppi          | 6-4, 6-2            |
| 49. | 27 de febrero de 2016    | Acapulco              | Dura          | Treat Huey       | Philipp Petzschner Alexander Peya    | 7-6(5), 6-3         |
| 50. | 22 de octubre de 2017    | Moscú                 | Dura (i)      | Philipp Oswald   | Damir Džumhur Antonio Šančić         | 6-3, 7-5            |
| 51. | 18 de febrero de 2018    | Nueva York            | Dura (i)      | Philipp Oswald   | Wesley Koolhof Artem Sitak           | 6-4, 4-6, [10-6]    |
| 52. | 14 de abril de 2018      | Houston               | Tierra batida | Philipp Oswald   | Andre Begemann Antonio Šančić        | 6-7(2), 6-4, [11-9] |

#### Finalista
- 2002: Indian Wells (con Roger Federer)
- 2002: Cincinnati (con Mahesh Bhupathi)
- 2002: Madrid (con Mahesh Bhupathi)
- 2003: Hamburgo (con Mahesh Bhupathi)
- 2003: Wimbledon (con Mahesh Bhupathi)
- 2004: Canadá (con Jonas Björkman)
- 2005: Abierto de Estados Unidos (con Jonas Björkman)
- 2006: Abierto de Estados Unidos (con Jonas Björkman)
- 2007: Abierto de Australia (con Jonas Björkman)
- 2009: Indian Wells (con Andy Ram)
- 2009: Montreal (con Andy Ram)
- 2009: ATP World Tour Finals (con Andy Ram)
- 2010: Miami (junto a Mahesh Bhupathi)
- 2010: Montecarlo (junto a Mahesh Bhupathi)
- 2010: Cincinnati (junto a Mahesh Bhupathi)
- 2010: ATP World Tour Finals (junto a Mahesh Bhupathi)
- 2011: Miami (junto a Daniel Nestor)
- 2012: Miami (junto a Daniel Nestor)
- 2014: Acapulco (junto a Feliciano López)
- 2015: Valencia (junto a Feliciano López)
- 2018: Auckland (junto a Philipp Oswald)
- 2018: Moscú (junto a Philipp Oswald)